# Alyssum huetii
Alyssum huetii är en korsblommig växtart som beskrevs av Pierre Edmond Boissier. Alyssum huetii ingår i släktet stenörter, och familjen korsblommiga växter. Inga underarter finns listade i Catalogue of Life.